# Бенедиктов, Николай Анатольевич
Никола́й Анато́льевич Бенеди́ктов (род. 3 января 1949) — российский политик, депутат Государственной думы третьего и четвёртого созывов.

## Биография
Николай Бенедиктов окончил историческое отделение историко-филологического факультета Горьковского государственного университета в 1971 году, аспирантуру в 1976 году в г. Ленинграде (с защитой кандидатской диссертации «Ленинская методология анализа общественно-экономических формаций и её современное значение»).
В 1971-1972 годах — ответственный секретарь общества «Знание», в 1972-1973 годах — ассистент, в 1976—1978 годах — старший преподаватель, в 1978-1989 годах — доцент Горьковского университета, в 1989-1990 годах — первый заместитель заведующего идеологическим отделом, в 1990-1991 годах — секретарь Горьковского обкома КПСС. доктор философских наук (1988, диссератция «Методологические проблемы исследования единства и многообразия исторического процесса»; официальные оппоненты С. С. Батенин, В. Я. Ельмеев, В. П. Илюшечкин), профессор
С 1991 года — профессор кафедры философии, в 1994—1999 годах — заведующий кафедрой социальной философии Нижегородского (ранее — Горьковский) университета.
В декабре 1999 года был избран в Государственную Думу Федерального Собрания Российской Федерации третьего созыва по федеральному списку избирательного объединения КПРФ, был членом фракции КПРФ, членом Комитета Госдумы по культуре и туризму.
7 декабря 2003 года был избран в Государственную Думу Федерального Собрания Российской Федерации четвёртого созыва по общефедеральному списку избирательного объединения КПРФ, был членом Комитета Госдумы по труду и социальной политике.
Был секретарем (1993—1998 годы), с 1998 года по 2004 год — первым секретарем Нижегородского обкома КПРФ (предшественник — В. П. Кириенко), председателем Нижегородского отделения Народно-патриотического союза России (НПСР). В 2004 году участвовал в «водоплавающем съезде» противников Г. А. Зюганова, после чего первым секретарём НРО КПРФ стал Николай Фёдорович Рябов.
Автор более 150 публикаций и более 10 книг, в том числе:
- «Исторический процесс: единство и многообразие» (1988)
- «Русская идея» (1993)
- «Ленин: марксизм и русская идея» (1994)
- «Русские святыни» (1998)
- «Словарь по русской истории» (2000)

Женат, имеет дочь и внука.